# کانن ئی‌اواس ۵دی
کانن ئی‌اواس ۵دی (به انگلیسی: Canon EOS 5D) یک دوربین عکاسی تک‌لنزی بازتابی ساخت شرکت کانن است.

## نگارخانه

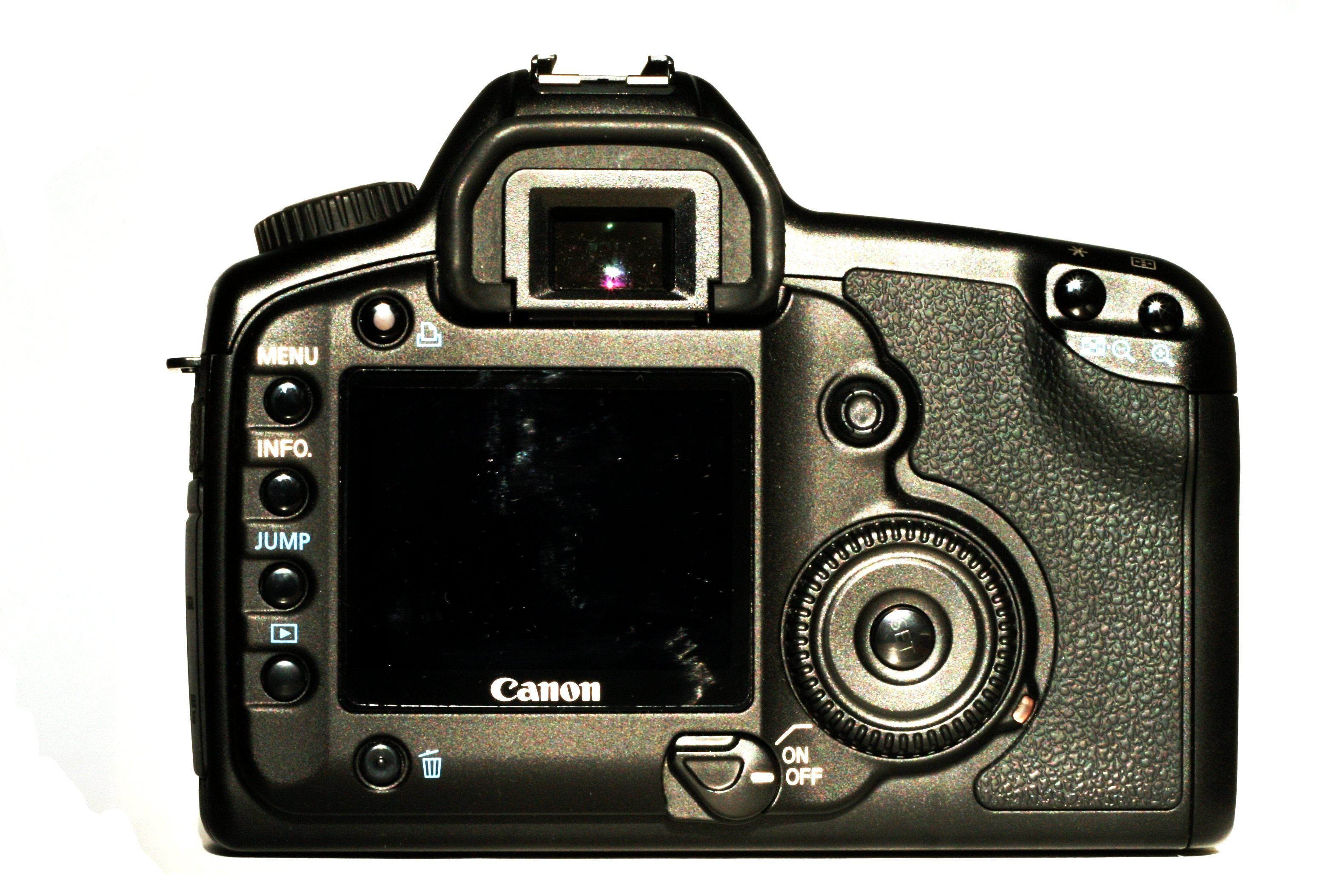
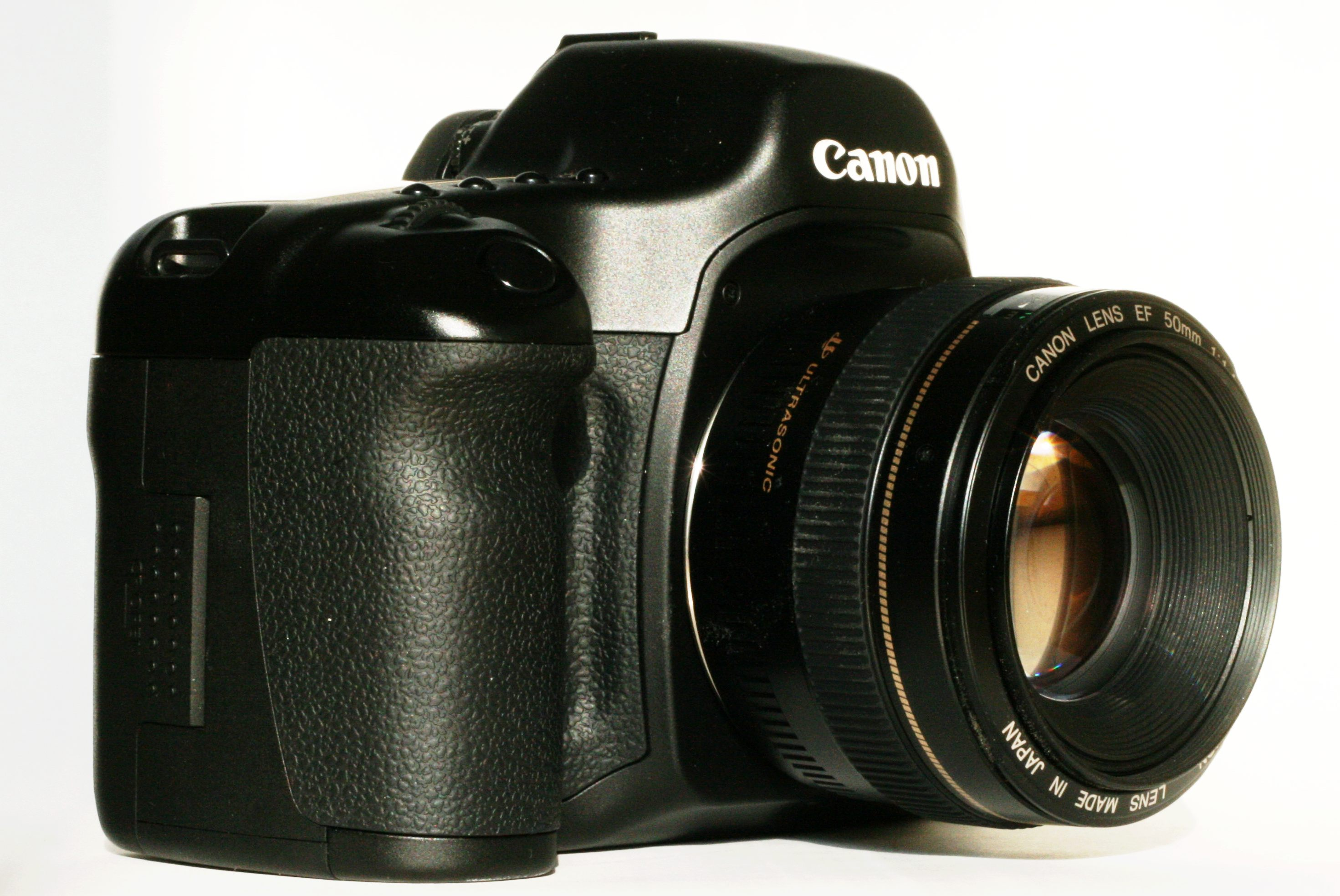
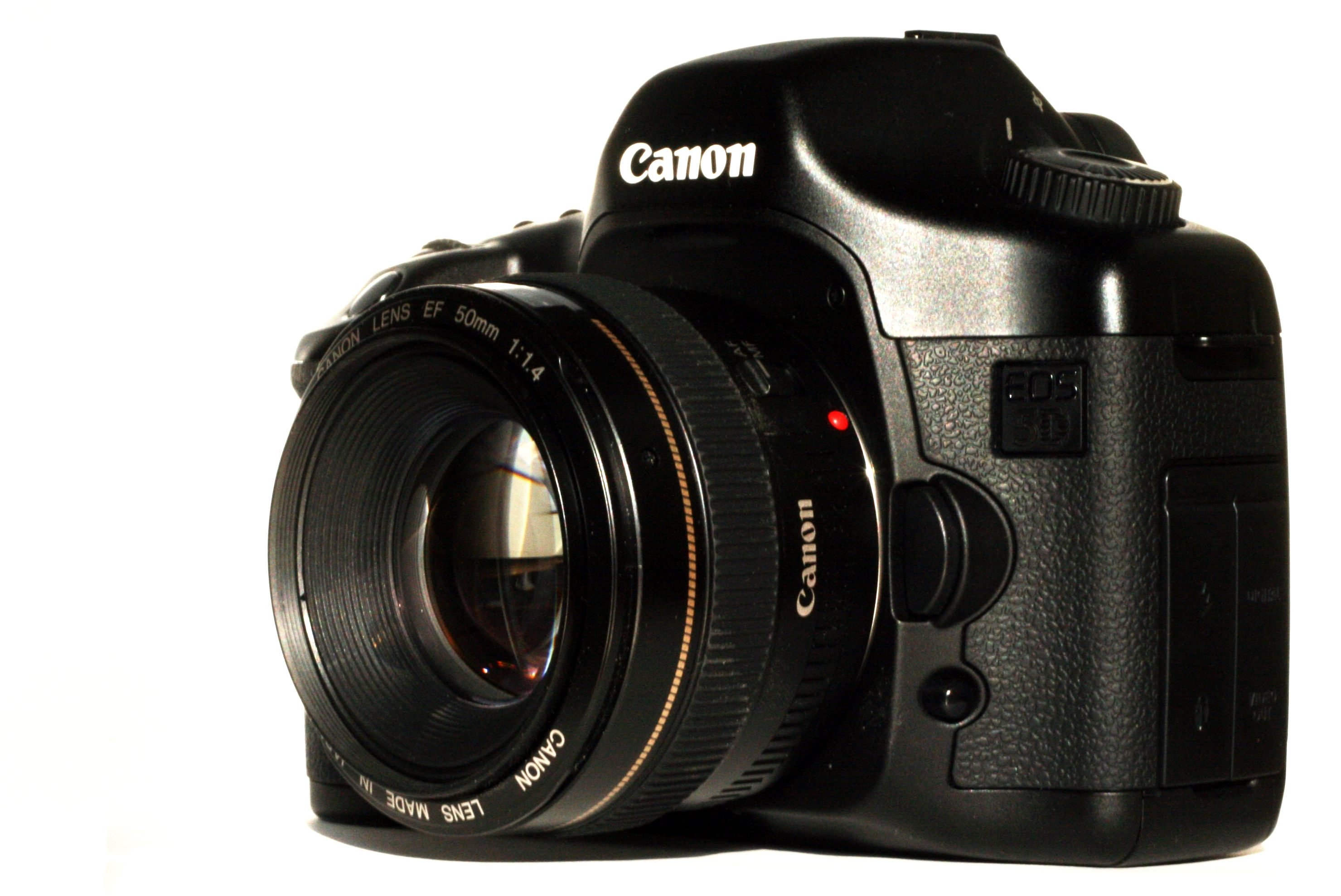
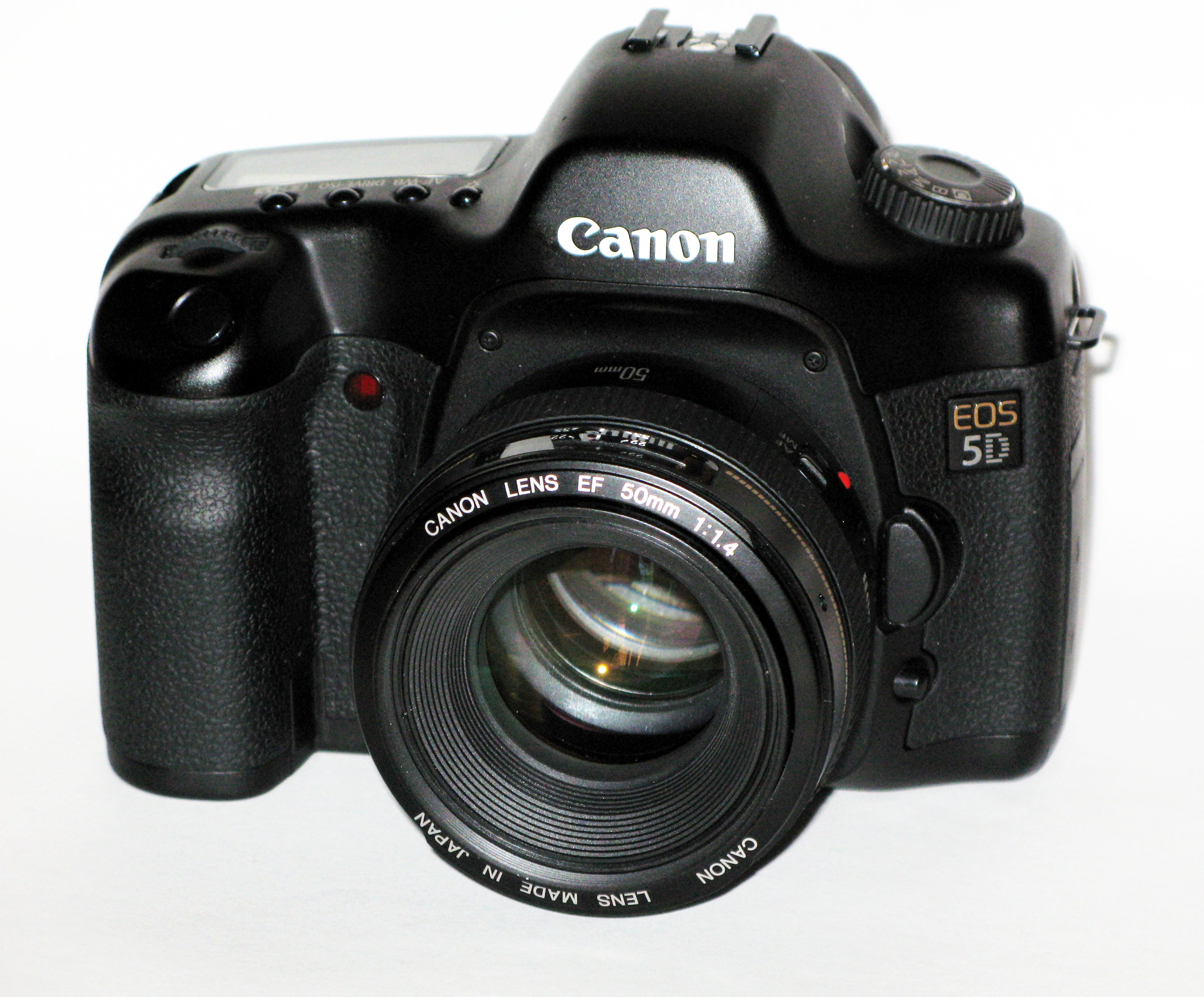
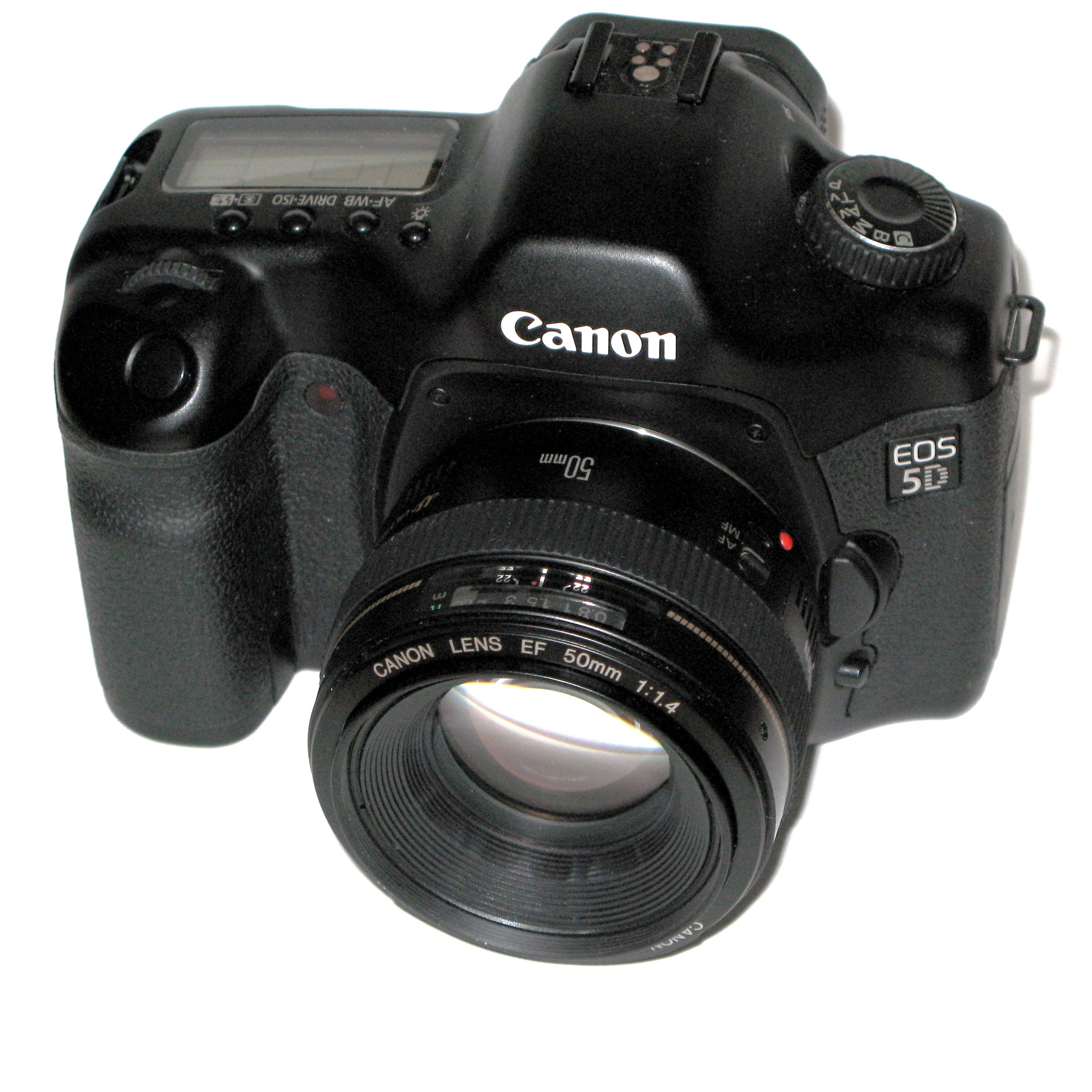
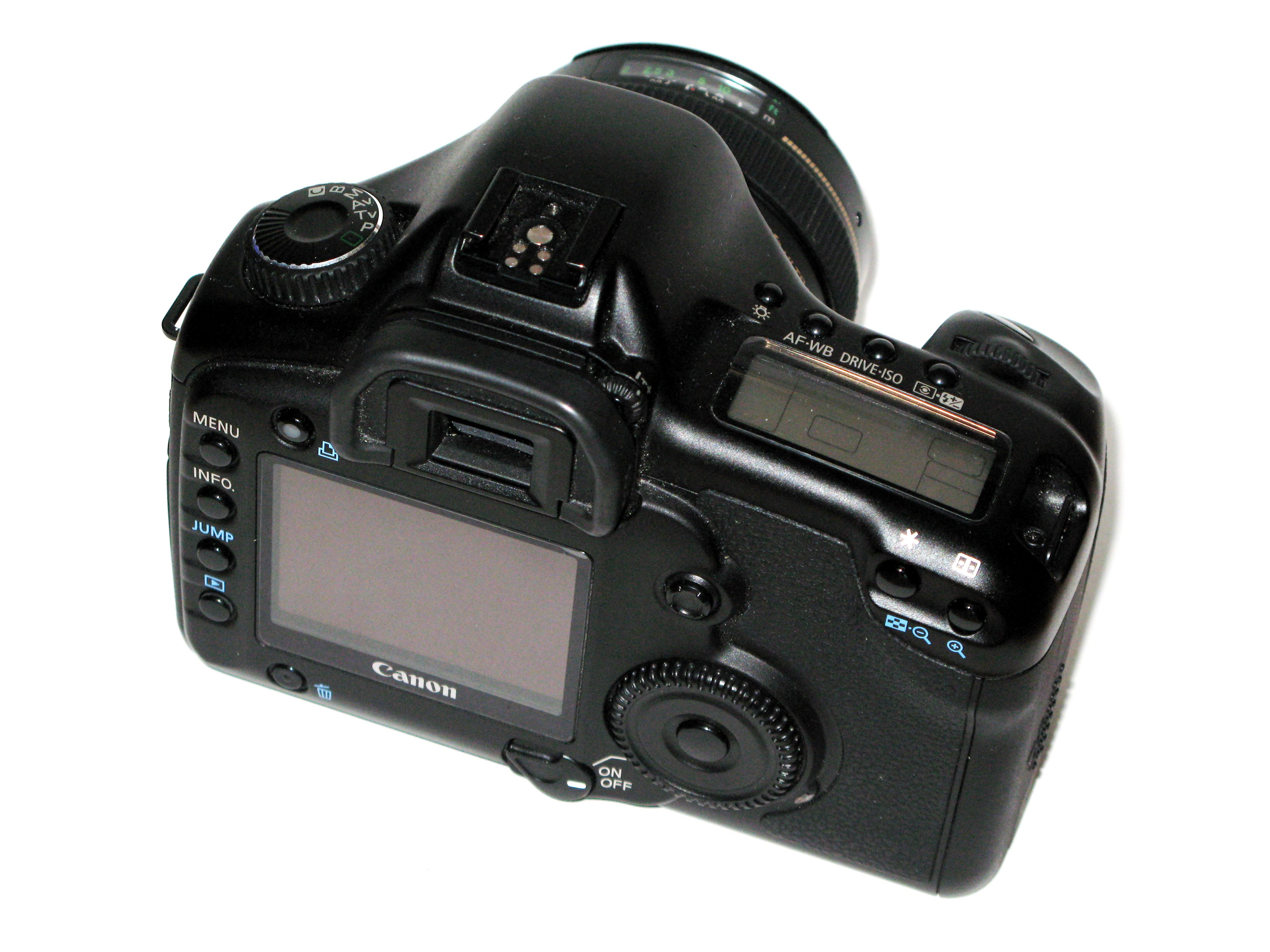
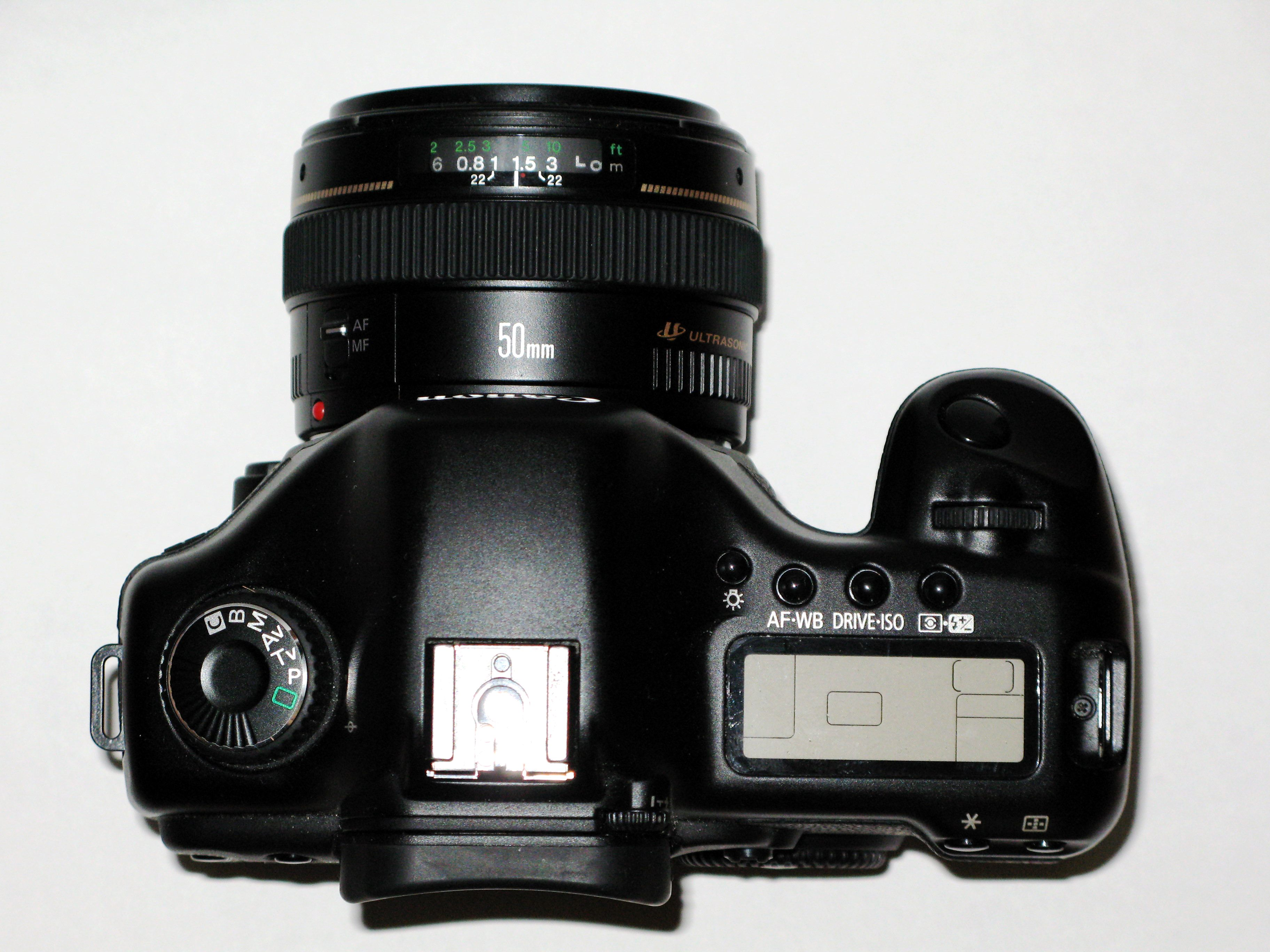